# ابن ملا حصکفی
ابراهیم بن احمد حصکفی شهرت‌یافته به ابن ملا و ابن منلا (؟ -۱۶۲۳)، ادیب، شاعر و نویسنده شامی بود. اصالتاً از حصن کیفا، دیاربکر بود اما زاده و درگذشتهٔ حلب است. «حلبة المفاضلة فی المطارحة و المراسلة»، «أبکار المعانی المخدرة»، «اقتطاف شقائق النعمان» از آثار اوست.